# Kobséré
Kobséré est une localité située dans le département de Rollo de la province du Bam dans la région Centre-Nord au Burkina Faso. En 2006, cette localité comptait 747 habitants dont 56,6% de femmes.

## Éducation et santé
Le centre de soins le plus proche de Kobséré est le centre de santé et de promotion sociale (CSPS) de Rollo tandis que le centre médical avec antenne chirurgicale (CMA) de la province se trouve à Kongoussi.